# موسى أبو كرش
موسى أبو كرش ويعرف بأبو حازم (1955 – 6 مارس 2023)، صحفي وشاعر فلسطيني، ولد في مخيم الشاطئ في مدينة غزة عام 1955. تخرج من كلية الآداب جامعة عين شمس. كتب العديد من المقالات والكتب التي عبرت عن الواقع الفلسطيني وأصدر العديد من النصوص الشعرية والقصصية وكان أهمها هيلا هوب التي صدرت عام 2016.
عمل معلماً في مدارس عدن لمدة 17 عام. ثم شغل منصب مدير تحرير جريدة الحياة الجديدة بغزة، كما حصل على عضوية نقابة الصحفيين الفلسطينيين وعضوية اتحاد الصحفيين العرب، إضافة إلى عضويته في الاتحاد العام للكتاب والأدباء الفلسطينيين.
توفي يوم الإثنين في السادس من آذار عام 2023 عن عمر ناهز 67 عام. ووري الثرى في مقبرة الفالوجا، جباليا.

## قالوا عنه
كتب في رثائه الشاعر سامي أبو عون وقال:
الموسويات..موسى في الصومعات
موسى...يشخب من ثدى
البقاء...عسل المداد
بكر النوق فيك ...حياة